# Miray
미레이(miray, 1983년 7월 5일 ~ )는 일본 여성 아이돌 그룹 SDN48의 전 멤버이다.

## 개요
3세부터 클래식 발레를 배우기 처음이고 강사로서 가르치기까지 된다. 발레로 기른 표현력을 기초로 노래에도 진출해, 오사카의 클럽으로의 정기 활동이 평판이 되어, 2008년 2월에 레게 댄서의 HOTTIE CAT와 공동 제작한 앨범 「Summer for life」를 리듬존에서 발표. 2009년 7월에는 솔로 데뷔했다.
2010년 2월에는 후지중공업이 판매 촉진을 위해서 mixi와 정체 해 제작한 어플리 「Love Drive」의 주제가에 기용, 본인도 어플리내에 등장하고 있다.
2011년 5월 27일에 SDN48 제3기 멤버로서 가입(2012년 3월 31일까지 활동).
2012년 3월 31일에 소속 사무소인 에이벡스 매니지먼트를 그만둔 일을 블로그로 공표.

## 디스코그래피

### 미니 앨범
1. Summer for Life (2007년 2월 6일)※HOTTIE CAT와의 공동 제작
2. Jump Pump (2009년 7월 29일) 에이벡스에서 메이저 데뷔.
3. Foreplay (2009년 11월 25일)

### 앨범
1. Dub Summer Pop (2009년 5월 13일)※Dub Master X와의 공동 제작 (커버 앨범)
2. miray (2010년 8월 4일)

### 전달에만
1. Summer Time! (2008년 8월 20일)
2. アスタラビスタ (2008년 9월 10일)
3. Caramel (2008년 10월 8일)

### 참가 작품
- 쿠렌치&브리스터 (クレンチ&ブリスタ) 『One Life One Love』 (2009년 10월 7일)
  - m-3「純 LOVE feat.miray」
- 쿠렌치&브리스터 (クレンチ&ブリスタ) 『Peace to Lovers & Out Works』 (2010년 6월 16일)
  - m-1(DISC1)「二人のTrue Love Story peace to miray」
- SEAMO 『5♥WOMEN』 (2010년 12월 15일)
  - m-2「Hungry feat.miray」
- miCKun 『D.N.A』 (2011년 1월 12일)
  - m-2「Complete Love feat.miray」
- WISE『By your side feat.니시노 카나(西野カナ)』 (2011년 3월 16일)
  - m-2「Dance with me feat.miray」
- SDN48『MIN・MIN・MIN』(2011년 8월 17일)
  - 「アバズレ」- 언더걸즈 B 명의
- SDN48『口説きながら麻布十番 duet with みの もんた』(2011년 12월 28일)
  - 「やりたがり屋さん」- 언더걸즈 팀G 명의
- SDN48『負け惜しみコングラチュレーション』(2012년 3월 7일)
  - 「上からナツコ」- 언더걸즈 B 명의
  - 「終わらないアンコール」